# Böttcherstraße 30 (Stralsund)
Das Gebäude mit der postalischen Adresse Böttcherstraße 30 bzw. Ossenreyerstraße 25/26 ist ein denkmalgeschütztes Bauwerk in der Ossenreyerstraße an der Ecke zur Böttcherstraße in Stralsund.

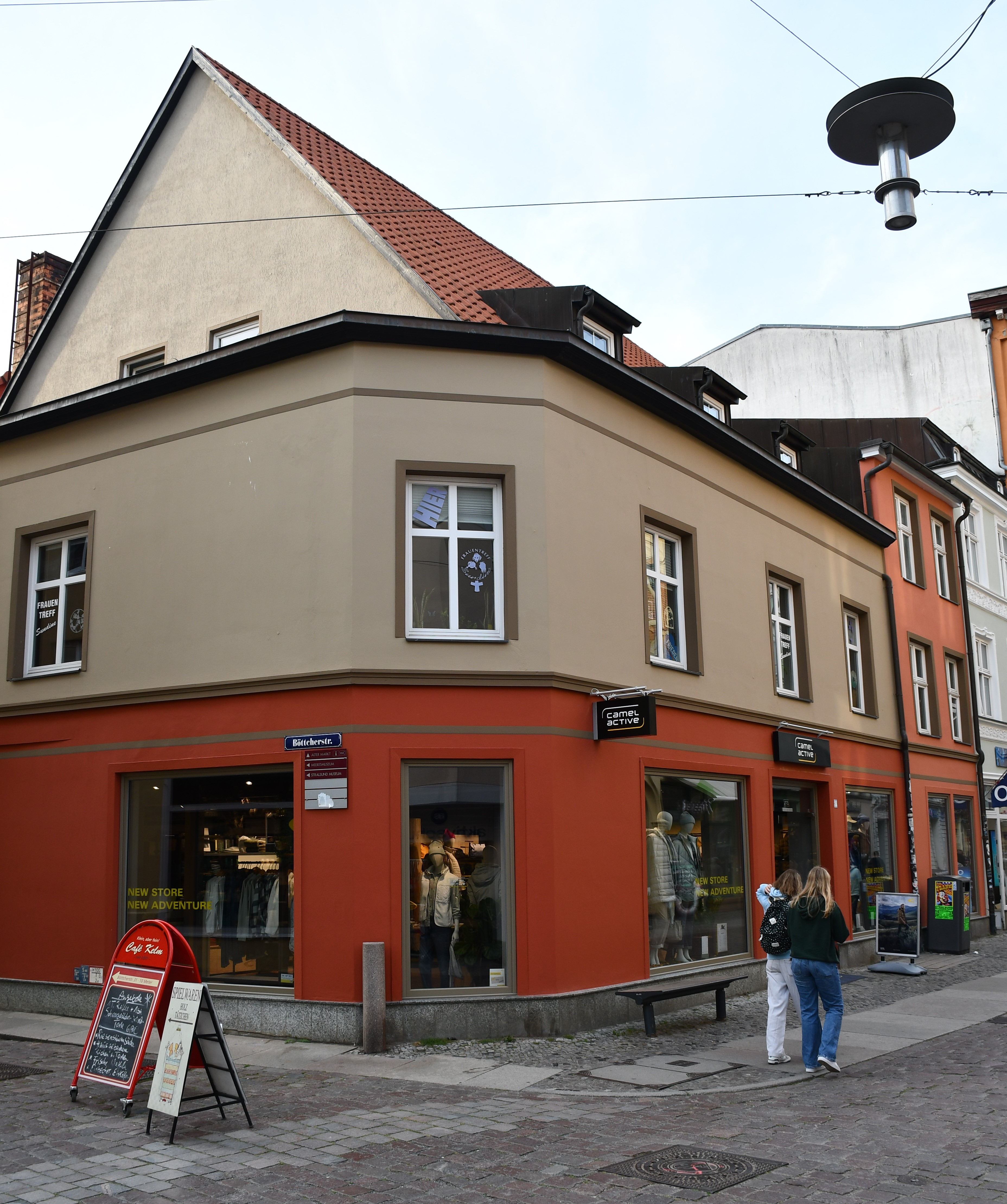
Das Haus Ossenreyerstraße 24/26 bzw. Böttcherstraße 30 in Stralsund (2023)

Auf dem Eckgrundstück Ossenreyerstraße / Böttcherstraße wurde im 18. Jahrhundert ein zweigeschossiges Gebäude in Fachwerkbauweise mit Satteldach errichtet. Um die Mitte des 19. Jahrhunderts wurde es durch Vorbauten erweitert; dabei entstanden das dreigeschossige Gebäude Ossenreyerstraße 25 und das zweigeschossige Gebäude Ossenreyerstraße 26. Durch die Vorbauten wurde die Bauflucht stark verändert; der ursprüngliche Bau war hinter der heutigen Baufluchtlinie errichtet worden.
Das Haus liegt im Kerngebiet des von der UNESCO als Weltkulturerbe anerkannten Stadtgebietes des Kulturgutes „Historische Altstädte Stralsund und Wismar“. In die Liste der Baudenkmale in Stralsund ist es mit der Nr. 629 eingetragen.